# Candidatura de Tóquio para os Jogos Olímpicos de Verão de 2016
A candidatura da cidade de Tóquio a sede dos Jogos Olímpicos e Paraolímpicos de Verão de 2016 foi oficializada em 14 de setembro de 2007 pelo Comitê Olímpico Internacional, após vitória interna sobre Fukuoka em votação do Comitê Olímpico Japonês.
O projeto de Tóquio era realizar os Jogos em duas compactas áreas no centro da cidade. Apostando na hotelaria e no legado dos Jogos Olímpicos de Verão de 1964, a cidade possuía reservas de cerca de 3,5 bilhões de dólares para o evento. A grande oferta e a alta tecnologia envolvida na rede de transporte público era outro dos destaques do projeto.
Em junho de 2008, Tóquio foi anunciada oficialmente como candidata a sede dos Jogos, ao lado de Chicago, Madri e Rio de Janeiro. Caso fosse eleita, seria a quarta vez que o Japão receberia os Jogos Olímpicos. Além da própria capital do país, que realizou as Olimpíadas de Verão de 1964, Sapporo recebeu os Jogos de Inverno de 1972 e Nagano os de 1998.
A fase de candidatura contou com um relatório mais detalhado e a visita da Comissão Avaliadora à cidade, ocorrida em abril de 2009. O principal problema de Tóquio sempre foi o baixo apoio popular registrado em pesquisas de opinião e traduzido em protestos em Copenhague, dias antes da eleição da cidade-sede.
Na votação que escolheu a sede dos Jogos Olímpicos e Paraolímpicos de Verão de 2016, em Copenhague, na Dinamarca, Tóquio obteve o menor número de votos na segunda rodada (vinte) e foi eliminada, ficando com a terceira posição. Tóquio acabaria sendo escolhida 4 anos depois como sede dos Jogos Olímpicos de Verão de  2020.

## Escolha interna
A capital manifestou interesse em se candidatar a sede dos Jogos Olímpicos e Paraolímpicos de Verão de 2016 em março de 2006. No mês seguinte, Fukuoka entrou na disputa interna. Nagoya e Sapporo, outras potenciais candidatas, não oficializaram a intenção. Tóquio era considerada favorita para vencer a eleição interna em decorrência de sua capacidade financeira, da visibilidade internacional que possuía por ser a capital do Japão e pelo legado dos Jogos de 1964. Na eleição realizada pelo comitê de seleção do COJ (Comitê Olímpico Japonês), em 30 de agosto de 2006, recebeu 33 votos contra 22 de Fukuoka e saiu-se representante da nação.

## O projeto

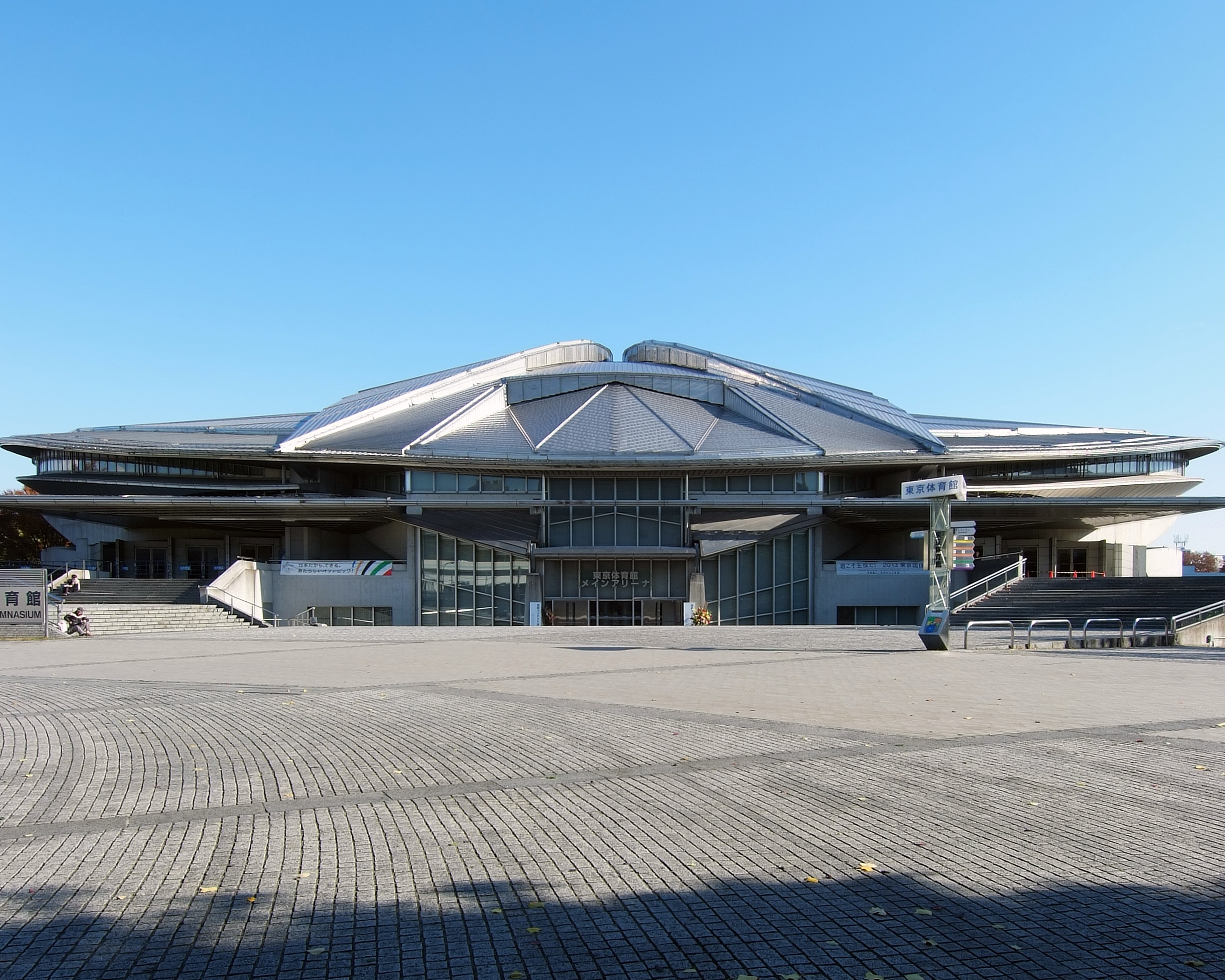
O Tokyo Metropolitan Gymnasium recebeu competições dos Jogos Olímpicos de Verão de 1964 e sediaria eventos dos Jogos de 2016.

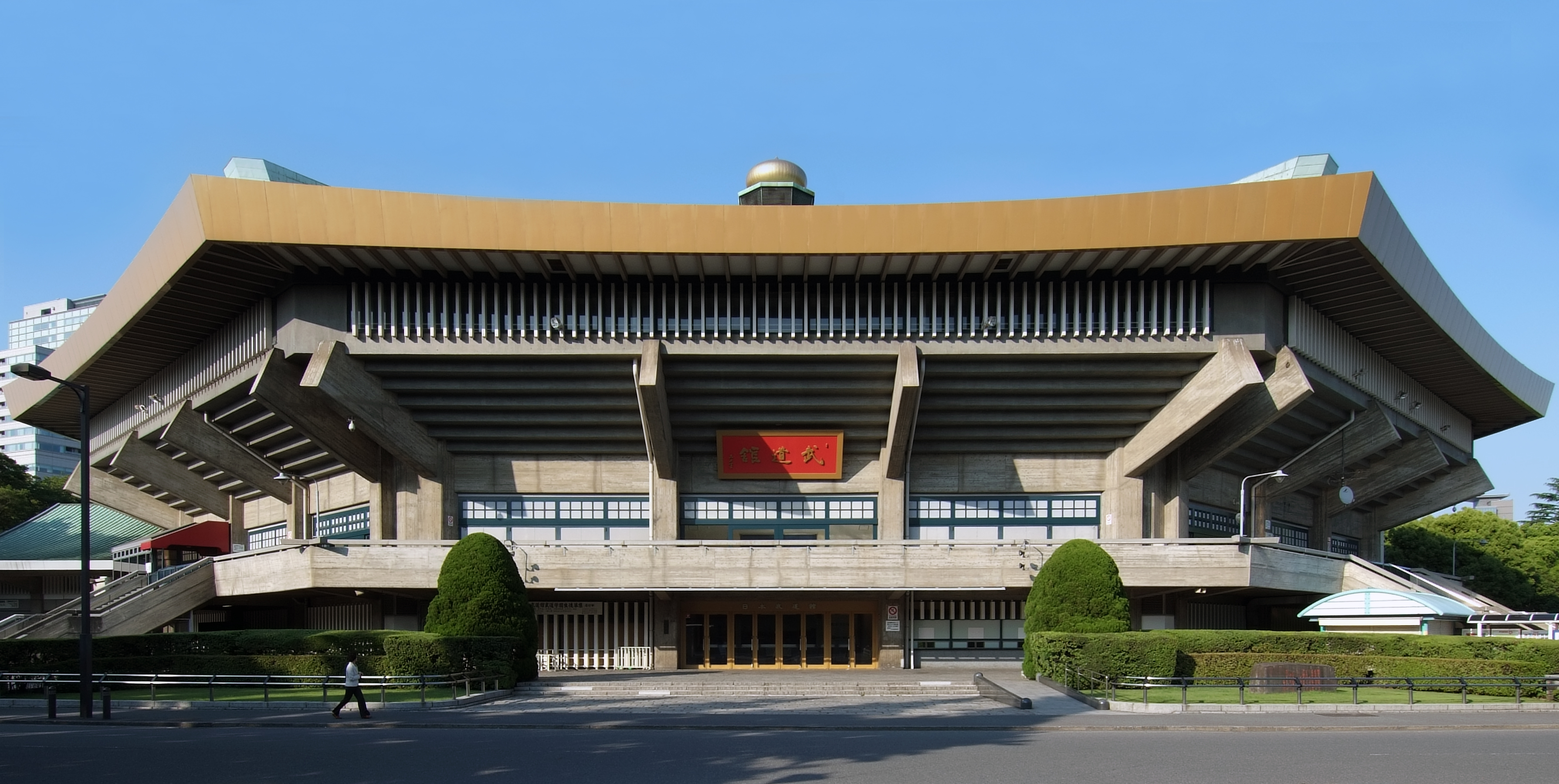
O Nippon Budokan, também construído para os Jogos de 1964, receberia as competições de judô e lutas.

O Comitê Olímpico Internacional anunciou em 14 de setembro de 2007 as cidades postulantes a sede dos Jogos Olímpicos de Verão de 2016. Tóquio concorreria com Baku, no Azerbaijão, Chicago, nos Estados Unidos, Doha, no Qatar, Madri, na Espanha, Praga, na República Checa e Rio de Janeiro, no Brasil. As cidades candidatas tinham até 14 de janeiro de 2008 para responder ao questionário do Comitê Olímpico Internacional. A partir das respostas seriam definidas as cidades candidatas.
O projeto de Tóquio era realizar os Jogos Olímpicos entre 29 de julho e 14 de agosto e os Jogos Paraolímpicos entre 30 de agosto e 11 de setembro, períodos escolhidos devido às boas condições climáticas, às férias escolares e a consequente diminuição no uso do transporte público. O projeto visava promover os valores olímpicos e de uma vida saudável através do esporte, tanto para jovens quanto para pessoas de idade avançada. As competições seriam realizadas em duas regiões compactas no centro da cidade, facilitando o deslocamento entre a Vila Olímpica e os locais de competição.
O custo da candidatura Tóquio 2016 foi de 48 milhões de dólares, e o governo de Tóquio possuía reservas de aproximadamente 3 bilhões de dólares para a construção da infraestrutura necessária aos Jogos. Das 31 instalações projetadas para receber os Jogos, 21 já estavam construídas. Algumas delas, como o Tokyo Metropolitan Gymnasium, o Estádio Kasumigaoka e o Nippon Budokan, foram usadas nos Jogos Olímpicos de Verão de 1964 e fazem parte do legado que esta edição deixou na cidade. Fora de Tóquio, partidas do futebol seriam realizadas nas cidades de Sapporo, Saitama, Yokohama e Osaka, em estádios que sediaram a Copa do Mundo FIFA de 2002.
A hotelaria era um dos pontos fortes da candidatura. Tóquio tem uma oferta de mais de 80.000 quartos de hotel, muitos dos quais com três ou mais estrelas. Em 2016, projetava-se oferecer quase 120.000 quartos em um raio de 50km a partir do centro da cidade. Os jornalistas seriam acomodados em hotéis próximos aos centros de imprensa e teriam à disposição micro-ônibus para se locomoverem entre os prédios.[carece de fontes?]
A cidade de Tóquio possui, segundo a candidatura, uma densa rede de transporte público, com capacidade para 24 milhões de passageiros por dia. Entre as obras relacionadas ao tópico estava a expansão do Aeroporto Haneda que, junto com o Aeroporto Internacional de Narita (um dos mais movimentados do mundo, transportando mais de 36 milhões de passageiros por ano), receberiam a frota de transporte aéreo relativa aos Jogos. A segurança seria de responsabilidade do Departamento Metropolitano de Polícia de Tóquio, que coordenaria as atividades com a Agência Nacional de Polícia.[carece de fontes?]
Entre os projetos da candidatura relacionados ao meio ambiente estavam a neutralização das emissões de carbono, o uso de energias solar e eólica, criação de áreas verdes e limpeza de rios e da Baía de Tóquio. O relatório também listou os principais eventos esportivos realizados por Tóquio e pelo Japão, como a Maratona de Tóquio, o Campeonato Mundial de Atletismo de 2007, em Osaka e a Copa do Mundo FIFA de 2002, organizada em parceria com a Coreia do Sul.

## Primeira avaliação do Comitê Olímpico Internacional
O resultado da avaliação do Grupo de Trabalho designado para analisar os relatórios das sete cidades postulantes foi divulgado em março de 2008 e serviu de base para a escolha do Comitê Executivo do COI em junho. O Grupo de Trabalho estabeleceu pesos para os onze critérios de avaliação, levando em conta a quantidade de informações solicitadas às cidades postulantes e a capacidade delas de atingir as metas no período de tempo determinado. Critérios matemáticos foram usados para definir a nota de cada cidade em cada item de avaliação.
A avaliação de Tóquio recebeu a nota geral média mais alta entre as sete, incluindo a única nota dez do relatório, para o quesito Acomodação. Além deste, a cidade obteve a nota mais alta entre as candidatas em seis temas, tendo empatado em três (Infra-estrutura, Impacto ambiental e Visão geral e legados) com Madri e um (Transportes) com Doha. Vila olímpica e Segurança foram os outros critérios que Tóquio venceu. O chefe do comitê de candidatura da cidade, Ichiro Kono, se disse surpreso, mas muito feliz, com o resultado da avaliação preliminar.
As outras cidades que passaram na primeira fase e se tornaram candidatas foram Madri (com nota 8,1), Chicago (nota 7,0) e Rio de Janeiro (nota 6,4).

## A fase de candidatura

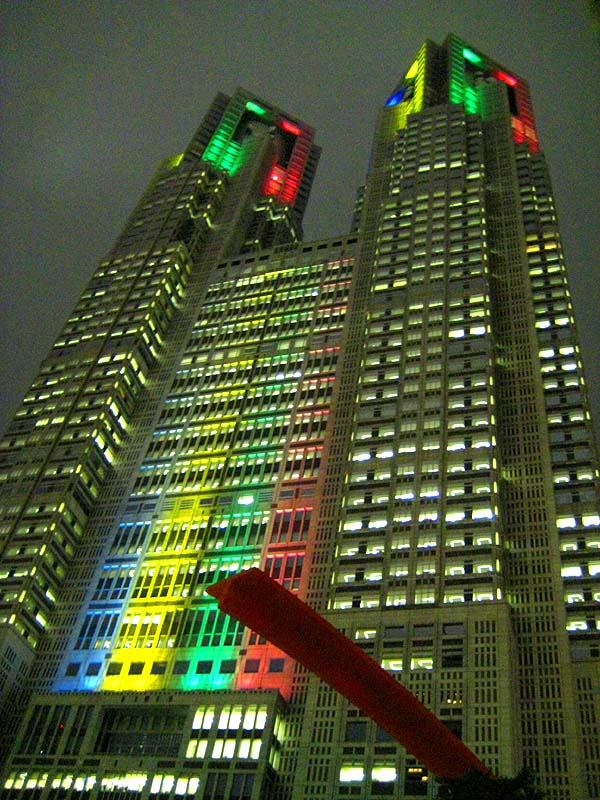
Edifício do Governo Metropolitano de Tóquio se ilumina com as cores dos anéis olímpicos.

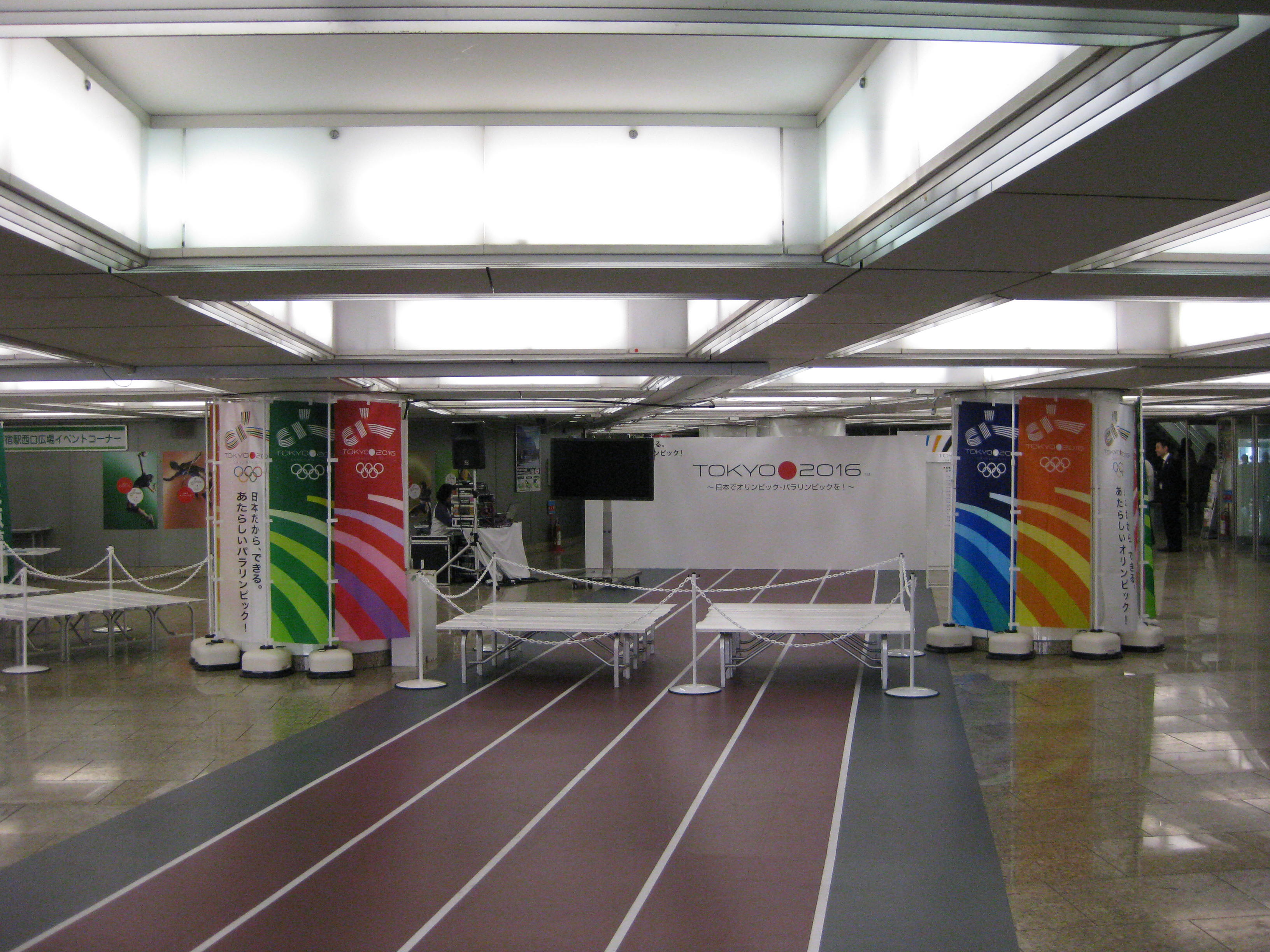
Cartazes da campanha foram colocados em estações de metrô da cidade.

Após o anúncio oficial de que Tóquio era uma das finalistas, começou a segunda fase do processo, que contaria com a elaboração de um novo relatório, mais detalhado, e com a visita da Comissão Avaliadora do Comitê Olímpico Internacional.
Em agosto de 2008, as cidades candidatas participaram do Programa de Observação do COI durante os Jogos Olímpicos de Verão de 2008, em Pequim. Durante o Programa, o Dia do Japão foi comemorado na Casa Japão, um espaço dedicado ao país em Pequim. No mês seguinte, uma delegação japonesa também observou os Jogos Paraolímpicos, organizados pela capital chinesa.
Em outubro, as cidades candidatas se apresentaram perante os membros da Organização Desportiva Pan-americana em Acapulco, no México. Na ocasião, o presidente do COI Jacques Rogge disse que o apoio popular, que possui níveis baixos em Tóquio, era a parte mais importante. No fim de 2008, o Comitê Tóquio 2016 concluiu o projeto de candidatura, que sofreu alterações em relação à fase de postulação. O Centro Aquático, por exemplo, originalmente projetado para ser uma instalação temporária, tornaria-se uma instalação permanente. O projeto seria, semanas mais tarde, aprovado por todas as Federações Esportivas Internacionais.
O relatório oficial da candidatura de Tóquio foi entregue ao Comitê Olímpico Internacional em 12 de fevereiro de 2009. Com mais de 550 páginas, o documento tratou de dezessete temas de avaliação. O passo seguinte no processo foi a visita da Comissão Avaliadora do COI, chefiada pela ex-atleta marroquina Nawal El Moutawakel, ocorrida entre 16 e 19 de abril. Durante este período, a Comissão fez sabatinas, assistiu a apresentações e inspecionou instalações esportivas presentes no projeto. Uma pesquisa divulgada em maio, segundo a qual 70% dos cidadãos de Tóquio apoiavam a realização dos Jogos na cidade, impulsionou a candidatura, embora o nível ainda fosse  considerado baixo, principalmente em comparação aos das outras cidades.
Em junho, as quatro candidatas tiveram, pela primeira vez na história, uma oportunidade de apresentar o projeto para os membros do COI que elegeriam, meses mais tarde, a cidade sede dos Jogos de 2016. No evento, realizado no Museu Olímpico, cada candidatura teve uma hora e meia para expôr detalhes do projeto e responder a questões formuladas pelos integrantes do Comitê. A apresentação de Tóquio focou no enorme legado que a cidade já tinha e no que os Jogos de 2016 proporcionariam. A preocupação com o meio ambiente também foi destacada, assim como a questão financeira.
O projeto Tóquio 2016 também foi apresentado em diversos países. Além do México, os representantes da candidatura se fizeram presentes no encontro da Associação de Comitês Olímpicos Nacionais da África, na Nigéria, e no Campeonato Mundial de Atletismo, em Berlim, na Alemanha. Na reta final do processo, o principal apoiador da candidatura de Tóquio no governo, o primeiro-ministro Taro Aso, perdeu o cargo após a derrota de seu partido nas eleições gerais de 30 de agosto.

## Relatório da Comissão Avaliadora
Após as visitas às cidades candidatas e as análises dos dossiês, a Comissão Avaliadora elaborou um relatório técnico sobre as condições de cada cidade, que serviu de base para os membros do COI formarem sua opinião na eleição final, em 2 de outubro. Diferentemente do primeiro, este não trouxe notas ou sugestões, apenas apresentou o parecer da Comissão.
A avaliação de Tóquio destacou o baixo apoio popular e o estado de algumas instalações. Segundo o COI, alguns prédios que receberam competições nos Jogos Olímpicos de Verão de 1964 não estavam mais aptos a receber uma competição do nível dos Jogos Olímpicos. Além disso, algumas instalações que apareciam no relatório como prontas, na prática não estavam. O terreno destinado à Vila Olímpica também foi criticado, por ter sido considerado pequeno demais. Os elogios ficaram por conta dos projetos ambientais e do orçamento garantido.

### Repercussão
O relatório foi recebido pelos representantes da candidatura japonesa de duas formas: por um lado, o Comitê Tóquio 2016 agradeceu à Comissão de Avaliação, dizendo que ela havia compreendido o foco no atleta dado pelo projeto e as garantias financeiras que este possuía. Por outro lado, o Comitê contestou a avaliação em relação ao apoio popular e divulgou uma pesquisa paralela à realizada pelo COI, segundo a qual mais de 70% dos japoneses apoiavam a realização dos Jogos, e não 55,5%, como foi divulgado no relatório. A poucos dias da votação, a cidade de Tóquio aparecia em terceiro lugar em duas avaliações de sites especializados em candidaturas olímpicas, o BidIndex, do site GamesBids.com, e o Power Index, do site AroundTheRings.com.

## Apresentação na 121ª Sessão do COI
A eleição da cidade-sede dos Jogos Olímpicos de Verão de 2016 ocorreu em 2 de outubro de 2009, na cidade de Copenhague, na Dinamarca, durante a 121ª Sessão do Comitê Olímpico Internacional. Tóquio foi a segunda cidade a se apresentar perante os membros do COI. Uma garota de quinze anos abriu a apresentação com um pronunciamento, apoiado por imagens, sobre mudanças climáticas, doping e desafios no mundo esportivo. Em seguida, o japonês membro do COI Chiharu Igaya apresentou o recém-eleito primeiro-ministro Yukio Hatoyama, que falou sobre os grandes esforços da candidatura em solucionar problemas ambientais. Seguiu-se um vídeo sobre a atuação do Japão junto ao Movimento Olímpico nos últimos cem anos, incluindo os Jogos Olímpicos de Verão de 1964. O desenvolvimento de Tóquio foi o tema do discurso do governador Shintaro Ishihara, que antecedeu a fala de Ichiro Kono, chefe da candidatura. Kono falou sobre o apoio popular aos Jogos, que, segundo ele, cresceu bastante após a visita da Comissão Avaliadora à cidade.
O projeto das instalações foi apresentado por atletas olímpicos e paraolímpicos, como o arremessador Koji Murofushi e o nadador paraolímpico Junichi Kawai. Mikako Kotani, chefe da Comissão dos Atletas da candidatura, falou sobre tecnologia e o que já estava sendo feito na cidade na preparação para receber os Jogos. O vice-presidente da candidatura Tsunekazu Takeda falou sobre o compromisso do comitê com o COI e o apoio dos atletas e dos Comitês Olímpicos Nacionais. Ichiro Kono voltou ao púlpito para falar sobre controle de doping e paz no esporte. Encerraram a apresentação um vídeo sobre a juventude japonesa e uma declaração de Shun-ichiro Okano, também  membro do COI, pedindo apoio para a candidatura. Após a apresentação, Ichiro Kono respondeu a questões formuladas pelos membros do COI, reiterando que a candidatura possuía forte apoio popular e que a Vila Olímpica (cujo tamanho foi motivo de críticas no relatório da Comissão Avaliadora) excedia as exigências do COI. Ao final do segmento, o presidente do COI Jacques Rogge presenteou a delegação de Tóquio, representada pelo governador Ishihara, com um diploma de agradecimento pela participação no processo.
Após as quatro apresentações, foi iniciada a votação, na qual cada membro do Comitê Olímpico Internacional tinha direito a um voto. No primeiro turno, Tóquio ficou em terceiro lugar, suficiente para não ser eliminada. Chicago, com menos votos, ficou de fora das fases restantes. No segundo turno, realizado imediatamente após o primeiro e com a mesma dinâmica deste, os vinte votos recebidos pela cidade não foram suficientes e Tóquio foi eliminada. O resultado foi recebido com indiferença pela população japonesa.

## Polêmicas

### Protestos em Copenhague
Em 1 de outubro, véspera da eleição do Comitê Olímpico Internacional, um grupo de nove japoneses foi à porta do hotel em que os membros do COI estavam hospedados, para protestar contra a candidatura de Tóquio. Segundo o grupo, a decisão do governo de postular uma candidatura a sede dos Jogos Olímpicos não foi feita de forma democrática, e o povo da cidade não desejava que os Jogos se realizassem lá. O grupo, que disse representar cerca de meio milhão de moradores da capital, temia prejuízos econômicos e problemas de cunho ecológico à Baía de Tóquio.